# Yūko Nakanishi
Pour les articles homonymes, voir Nakanishi.
Yūko Nakanishi (中西 悠子), née le 24 avril 1981 à Ikeda, est une nageuse japonaise spécialiste de la nage papillon. Double médaillée mondiale sur 200 m papillon, elle a également remporté une médaille de bronze  aux Jeux olympiques d'été de 2004 à Athènes.

## Carrière
En 2000, Nakanishi participe aux Jeux olympiques de Sydney où elle obtient une septième place lors de la finale du 200 m papillon. L'année suivante aux Mondiaux de Fukuoka, elle termine au pied du podium sur la même épreuve. Lors de l'édition suivante organisée deux années plus tard à Barcelone, elle grimpe sur la troisième du podium aux côtés de la Polonaise Otylia Jędrzejczak et de la Hongroise Éva Risztov.
En 2004, aux Jeux olympiques d'Athènes, la nageuse japonaise s'illustre en décrochant la médaille de bronze sur le 200 m papillon. Sur le podium, elle côtoie alors la vainqueur Otylia Jędrzejczak et l'Australienne Petria Thomas et apporte à la délégation japonaise l'une des huit médailles remportées par l'équipe. 
En 2005 à Montréal, elle obtient une nouvelle médaille de bronze mondiale. En revanche, lors de l'édition 2007 organisée à Melbourne, Nakanishi n'obtient qu'une sixième place lors de la finale du 200 m papillon.
Le 23 février 2008 à Tokyo, la Japonaise établit un nouveau record du monde du 200 m papillon en petit bassin lors des championnats du Japon. Avec un temps de 2 min 3 s 12, elle efface des tablettes la marque réalisée en décembre 2007 par la Polonaise Otylia Jędrzejczak (2 min 3 s 53).

## Palmarès

### Jeux olympiques
- Jeux olympiques de 2004 à Athènes (Grèce) :
  -  Médaille de bronze sur le 200 m papillon.

### Championnats du monde
- Championnats du monde 2003 à Barcelone (Espagne) :
  -  Médaille de bronze sur le 200 m papillon.

- Championnats du monde 2005 à Montréal (Canada) :
  -  Médaille de bronze sur le 200 m papillon.

### Source
- (en) Profil de Yuko Nakanishi sur sports.yahoo.com